# Belisana marusiki
Belisana marusiki is een spinnensoort uit de familie trilspinnen (Pholcidae). De soort komt voor in India. 